# Брајс (Охајо)
Брајс (енгл. Brice) град је у америчкој савезној држави Охајо.

## Демографија
По попису из 2010. године број становника је 114, што је 44 (62,9%) становника више него 2000. године.
| Група             | 2000.      | 2010.      |
| Белци             | 68 (97,1%) | 89 (78,1%) |
| Афроамериканци    | 0 (0,0%)   | 12 (10,5%) |
| Азијати           | 0 (0,0%)   | 2 (1,8%)   |
| Хиспаноамериканци | 0 (0,0%)   | 0 (0,0%)   |
| Укупно            | 70         | 114        |